# Enchophora prasina
Enchophora prasina är en insektsart som beskrevs av Gerstaecker 1895. Enchophora prasina ingår i släktet Enchophora och familjen lyktstritar. Inga underarter finns listade i Catalogue of Life.